# Rudolf Wolf
Rudolf Wolf (Fällanden, 7. srpnja 1816. – Zürich, 6. prosinca 1893.), švicarski astronom i povjesničar astronomije. Bio je profesor astronomije na Sveučilištu u Zürichu, ravnatelj zvjezdarnice u Bernu. Na temelju povijesnih podataka bilježenih od 1610. otkrio je povezanost Sunčevih pjega i poremećaja Zemljina magnetskoga polja (1852.). Uveo je kvantitativni opis Sunčeve aktivnosti, koji je po njem nazvan Wolfovim relativnim brojem pjega.

#### Wolfov relativni broj
Wolfov relativni broj je broj Sunčevih pjega i skupina Sunčevih pjega opaženih na površini Sunca u nekom periodu (danu, mjesecu):
{\displaystyle R=k\cdot (10\cdot g+s)\,}
gdje je:
- {\displaystyle s} - broj pojedinačnih Sunčevih pjega koji se u periodu promatranja nalazi na vidljivoj strani Sunca,
- {\displaystyle g} - broj skupina Sunčevih pjega, i
- {\displaystyle k} - koeficijent koji ovisi o osjetljivosti astronomskoga instrumenta i drugim uvjetima opažanja.[2]

Nazvan je po švicarskom astronomu R. Wolfu. Promjena Wolfova relativnoga broja tijekom vremena sukladna je periodičnim (najčešće između 9,5 i 11 godina) promjenama Sunčeve aktivnosti.